# Chomoutov
Chomoutov (Duits: Komotau) is tegenwoordig een wijk en kadastrale gemeente in Olomouc. In Chomoutov wonen ongeveer 1.000 mensen. Tot 1974 was Chomoutov een zelfstandige gemeente.

## Geschiedenis
- 1078 – Eerste vermelding van Chomoutov als eigendom van het Hradisko-klooster.
- 1824 – Chomoutov wordt gekocht door de graaf Filip Lodewijk de Saint-Genois.
- 1850 – Chomoutov wordt een zelfstandige gemeente.
- 1886 – Oprichting van de lokale (vrijwillige) brandweer.
- 1974 – Samenvoeging van de gemeente Chomoutov met de stad Olomouc.

## Aanliggende (kadastrale) gemeenten
| Aanliggende (kadastrale) gemeenten1 | Aanliggende (kadastrale) gemeenten1 | Aanliggende (kadastrale) gemeenten1 | Aanliggende (kadastrale) gemeenten1 | Aanliggende (kadastrale) gemeenten1 |
| ----------------------------------- | ----------------------------------- | ----------------------------------- | ----------------------------------- | ----------------------------------- |
|                                     |                                     | Štěpánov                            |                                     | Štarnov                             |
|                                     |                                     |                                     |                                     |                                     |
| Horka nad Moravou                   | Bohuňovice                          |                                     |                                     |                                     |
|                                     |                                     |                                     |                                     |                                     |
|                                     |                                     | Černovír                            |                                     |                                     |

1Cursief geschreven namen zijn kadastrale gemeenten binnen Olomouc.
Bělidla ·
Černovír ·
Droždín ·
Chomoutov ·
Chválkovice ·
Hejčín ·
Hodolany ·
Holice ·
Klášterní Hradisko ·
Lazce ·
Lošov ·
Nedvězí ·
Nemilany ·
Neředín ·
Nová Ulice ·
Nové Sady ·
Nový Svět ·
Olomouc-město ·
Pavlovičky ·
Povel ·
Radíkov ·
Řepčín ·
Slavonín ·
Svatý Kopeček ·
Topolany ·
Týneček